# Jean Dieu de Saint-Jean
Jean Dieu de Saint-Jean, né en 1654 et mort en 1695, est un peintre et graveur français.

## Biographie
Il est le fils d’un peintre nommé Jean Dieu (1625-après 1638). Il a peut-être été agréé par l’Académie royale de peinture et de sculpture mais n’y a jamais été reçu.
Le 20 février 1683, il épouse Catherine Danin, fille d’un maître affineur d’or parisien.
Si son œuvre est encore très mal connu, le Mercure galant le mentionne à plusieurs reprises comme un artiste d’importance, célèbre pour ses portraits ainsi que pour les estampes tirées de ses tableaux et dessins. Celles-ci représentent des scènes galantes, des membres de la cour et des personnages habillés à la mode. Ces cavaliers, hommes et dames de qualité, influencent toute la gravure de mode parisienne, des frères Bonnart à Antoine Trouvain en passant par Jean Mariette.

## Œuvres
- Portrait du musicien Marin Marais, signé I DE S IE... = J. de S. Je(an), Blois, musée du château.